# Nkwerre
Nkwerre est une zone de gouvernement local de l'État d'Imo au Nigeria,.

## Climat
La température moyenne est de 22 °C. Le mois le plus chaud est décembre, avec 24 °C en moyenne, et le mois le plus froid est août, avec 19 °C. La moyenne des précipitations est de 2 477 millimètres par an. Le mois le plus pluvieux est mai, avec 499 mm de pluie, et le mois le plus sec est janvier, avec 18 mm de pluie.

## Personnalités liées à cette région
- Linda Ikeji y est née en 1980.

## Source
- (en) Cet article est partiellement ou en totalité issu de l’article de Wikipédia en anglais intitulé « Nkwerre » (voir la liste des auteurs).

- (ceb) Cet article est partiellement ou en totalité issu de l’article de Wikipédia en cebuano intitulé « Nkwerre (distrito) » (voir la liste des auteurs).